# Ортоіроїдна культура
Ортоіроїдна культура (ортоіроїди; Ortoiroid) — перша відома археологічна культура на островах Вест-Індії . Назва дана у зв'язку з археологічним пам'ятником в місцевості Ортоїре.
Вважають, що ця культура походить з басейну Оріноко (північ Південної Америки), звідки її носії мігрували на Малі Антильські острови та дійшли до Пуерто-Рико. Згідно Рауза ортоіроїдна культура довгий час розвивалася у Південній Америці перш ніж почалося переселення на Антильські острови.
Раніше до ортоіроїдної культури відносили першу хвилю переселенців (так звану казіміроїдну культуру) 5-3 тис. до н. е.. В даний час до ортоїроідів відносять період приблизно з кінця 3 тис. і до 190 року н. е. (радіовуглецеве датування з регіону Пуерто-Рико).
Більшість стоянок виявлено на прибережній зоні. Через часті знахідки в них залишків дарів моря припускають, що вони становили важливу частину раціону ортоїроїдів.
Так само, як і в Месоамериці та прикарибських областях Південної Америки, була поширена ритуальна гра в м'яч .
У Вест-Індії ортоіроїдну змінила культура саладеро, що з'явилася там в середині 1 тис. до н. е., носіями якої були аравакомовні індіанці .